# 深夜廻
『深夜廻』（しんよまわり）は、日本一ソフトウェアより2017年8月24日に発売されたPlayStation 4及びPlayStation Vita用ゲームソフト。
2015年にリリースされたホラーゲーム『夜廻』の続編。海外版は『Yomawari: Midnight Shadows』のタイトルで2017年10月25日にPS4/PS Vita及びMicrosoft Windows（Steam）用ソフトとして発売された。2018年10月25日（日本以外では10月26日・30日）には前作とのセットであるNintendo Switch用ソフト『夜廻と深夜廻 for Nintendo Switch（YOMAWARI: The Long Night Collection）』が発売。2019年1月25日にはDMM GAMESで配信。2019年8月29日からはiOS及びAndroid版が配信された。2022年4月21日には続編の『夜廻三』が発売された。
海外版のレーティングは、アメリカ・カナダのESRBでは前作の「T（13歳以上）」（Blood）に対し、今作では大きな流血や残虐描写が存在するため「M（17歳以上）」（Blood and Gore）となっている他、台湾のGSRRでは「限制級（18歳以上）」となっている。
キャッチコピーは「あなたをさらいに夜がくる」

## あらすじ
ある夏の終わりのこと。2人の少女ユイとハルは、ユイの親友であるハルが別の街に引っ越してしまう前に、裏山で一緒に花火を見ることになった。
花火が終わる頃、夜は更けすっかり暗くなってしまった。暗い山道を2人で手を繋ぎながら下って行く。しかし、少しのあいだ手を離した隙に、2人ははぐれてしまう。

## 登場人物
ユイ
本作の主人公の一人で、赤いリボンとポニーテールが特徴。
ハル
本作の主人公の一人で、青いリボンと三つ編みが特徴。
チャコ
ユイの飼っている子犬。
夜の街でハルとユイをどこかへ導く。
ことも（少女）
前作の主人公で、クリア後にとなりまちでサブイベントに登場する。
サブイベントクリア後もとなりまちで会うことができる。

## 開発
元々『夜廻』は続編の予定がなかったものの、想定以上の評価から、続編を作ることが決まり、2016年5月から6月あたりにかけて開発がすすめられた。
前作はPS Vitaのみの販売だったものの、本作はPlayStation 4でも発売されることから、丁寧なグラフィックにする方針が立てられた。
また、前作『夜廻』は俯瞰中心だったが、ディレクターの溝上侑が「空が見えると綺麗だろう」という考えから、サイドビューの場面も用意された。加えて、前作では夜の住宅街を歩くというイメージから屋外が中心だったが、要望に応え、屋内の場面も用意された。

## 音楽
- ZIZZ STUDIO -　大山曜（メインテーマ作曲）

## 小説
2018年6月18日にPHP研究所より刊行。著者は黒史郎、イラストは溝上侑。